# Austria en el Festival de la Canción de Eurovisión
Austria ha participado 58 veces en el Festival de la Canción de Eurovisión, desde su debut en 1957. El país ha logrado vencer en el festival en 3 ocasiones: en 1966, con Udo Jürgens y la canción «Merci, chérie»; en 2014 con Conchita Wurst con la canción Rise Like a Phoenix; y en 2025 con JJ y su canción Wasted Love
En un total de 20 veces, ha quedado Austria en el Top 10 dentro de una gran final.
Austria se ha llevado 0 puntos en cinco ocasiones: con The Makemakes en 2015 como anfitriones en la final, con Thomas Forstner en 1991, con Wilfried en 1988 y con Eleonore Schwarz en 1962.

## Historia
En años recientes, Austria ha tendido hacia canciones fuera de lo común, en contraste con el éxito de las canciones pop. El 2003 vio al comediante Alf Poier interpretando «Weil Der Mensch Zählt», una canción de corte infantil mezclada con rock y letra satírica con la que el país quedó en sexto lugar. El 2005 aportaron la interpretación de la banda de folk Global Kryner cantando una canción con influencia latina en inglés y español llamada «Y Así». Esta fue la primera vez que Austria apareció en una semifinal y el país no logró clasificarse a la final.
Tras un año de ausencia voluntaria, en 2007 presentaron el tema pop-rock «Get a life, get alive», que quedó penúltima con tan solo 4 puntos. Tras ese resultado, la ORF decidió volver a retirarse.
Después de 3 años Austria, al ver la victoria de su vecina Alemania, decide participar en la edición de 2011 que se celebraría en Düsseldorf. Con la balada «The secret is love» interpretada por Nadine Beiler consiguen superar una semifinal por primera vez. Después del año 2011 Austria no consiguió superar una semifinal hasta que Conchita Wurst superó la semifinal y ganó el festival dando la segunda victoria a Austria después de 48 años sin ganar. Con la felicidad de acoger en su capital el Festival de Eurovisión 2015, terminarían últimos en casa con 0 Puntos. Tras esta derrota, en 2016 lograron dar la sorpresa y clasificarse para la final en la que lograron 151 puntos y la decimotercera posición. 
Pese a no estar entre los favoritos, en 2018 consiguió acabar en tercera posición por primera vez, logrando incluso ganar el voto del jurado de ese año.

### Ausencias
Austria ha optado por no competir en diferentes festivales. La primera ocasión en la que faltaron a la cita fue en Eurovisión 1969, celebrado en Madrid. Al ser España gobernada por el dictador Francisco Franco en esa época, Austria decidió boicotear el Festival no acudiendo al mismo. El historiador del concurso John Kennedy O'Connor señaló que Austria le había dado dos puntos a España en el evento previo y España ganó solo por un punto, por tanto la protesta política también era por un sentimiento de culpa.
El siguiente año, Austria también estaría ausente, esta vez debido al resultado sin precedentes de 1969 en el que cuatro canciones empataron en el primer lugar, un resultado que hizo que varios países abandonasen el concurso en la siguiente edición.
A partir de 1973 hasta 1975, Austria tampoco participó. La razón exacta de esto no está muy clara, sin embargo el sistema de puntuación en uno de los Festivales - permitiendo a todas las canciones un número mínimo de puntos garantizado - pudo haber sido un factor.
El país no pudo participar en 1998 y en el 2001, ya que no había alcanzado suficientes buenos resultados en los cinco años previos y fueron relegados por la UER.
Antes del concurso del 2006, Austria anunció que no participarían en protesta al mal resultado obtenido en años previos, argumentado que el talento musical de los intérpretes ya no era un factor determinante para el éxito en el Festival.
 Austria regresó para el 2007 en Helsinki pero terminaron en penúltima posición en la semifinal. La ORF citó al resultado del 2007, así como a la pérdida de interés por parte de la audiencia, para que Austria no regresase en el 2008. El director de programación de ORF, Wolfgang Lorenz, también dejó entrever que Austria podría retirarse del festival de manera indefinida, manifestando que "ORF no tiene deseos de mandar más talento fuera de Austria a un Festival donde estos no tienen oportunidades... Si la situación cambia, estaremos felices de formar parte de nuevo". Sin embargo, esta situación cambió debido a los cambios que implementó la UER en 2009 y a la victoria de la vecina Alemania en 2010 con una canción, "Satellite", que tuvo éxito comercial en Austria. Austria volvió a participar en 2011.

## Procesos de selección
Austria seleccionaba su canción a través del festival song. XX (donde XX representa los últimos dos dígitos del años - ejemplo: song.null.funf en 2005). Cuando Austria regresó al festival tras tres años de ausencia en 2011 cambió de formato de preselección. La preselección, llamada «Düsseldorf, Wir Kommen!» constaba de una fase de votación por Internet previa a la final televisada.

## Participaciones
Leyenda
     Ganador
     Segundo puesto
     Tercer puesto
     Cuarto o quinto puesto (Top 5)
     Último puesto
| Año                            | Sede       | Artista               | Canción                               | Final              | Pts.               | Semifinal                   | Pts.                        |
| ------------------------------ | ---------- | --------------------- | ------------------------------------- | ------------------ | ------------------ | --------------------------- | --------------------------- |
| 1957                           | Fráncfort  | Bob Martin            | «Wohin, kleines pony?»                | 10                 | 3                  | No hubo semifinales         | No hubo semifinales         |
| 1958                           | Hilversum  | Liane Augustin        | «Die ganze Welt braucht Liebe»        | 5                  | 8                  | No hubo semifinales         | No hubo semifinales         |
| 1959                           | Cannes     | Ferry Graf            | «Der K und K Kalypso aus Wien»        | 10                 | 4                  | No hubo semifinales         | No hubo semifinales         |
| 1960                           | Londres    | Harry Winter          | «Du hast mich so fasziniert»          | 7                  | 6                  | No hubo semifinales         | No hubo semifinales         |
| 1961                           | Cannes     | Jimmy Makulis         | «Sehnsucht»                           | 15                 | 1                  | No hubo semifinales         | No hubo semifinales         |
| 1962                           | Luxemburgo | Eleonore Schwarz      | «Nur in der Wiener Luft»              | 13                 | 0                  | No hubo semifinales         | No hubo semifinales         |
| 1963                           | Londres    | Carmela Corren        | «Vielleicht geschieht ein Wunder»     | 7                  | 16                 | No hubo semifinales         | No hubo semifinales         |
| 1964                           | Copenhague | Udo Jürgens           | «Warum nur, warum?»                   | 6                  | 11                 | No hubo semifinales         | No hubo semifinales         |
| 1965                           | Nápoles    | Udo Jürgens           | «Sag ihr, ich laß sie grüßen»         | 4                  | 16                 | No hubo semifinales         | No hubo semifinales         |
| 1966                           | Luxemburgo | Udo Jürgens           | «Merci, chérie»                       | 1                  | 31                 | No hubo semifinales         | No hubo semifinales         |
| 1967                           | Viena      | Peter Horton          | «Warum es hunderttausend Sterne gibt» | 14                 | 2                  | No hubo semifinales         | No hubo semifinales         |
| 1968                           | Londres    | Karel Gott            | «Tausend Fenster»                     | 13                 | 2                  | No hubo semifinales         | No hubo semifinales         |
| No participó entre 1969 y 1970 |            |                       |                                       |                    |                    |                             |                             |
| 1971                           | Dublín     | Marianne Mendt        | «Musik»                               | 16                 | 66                 | No hubo semifinales         | No hubo semifinales         |
| 1972                           | Edimburgo  | Milestones            | «Falter im Wind»                      | 5                  | 100                | No hubo semifinales         | No hubo semifinales         |
| No participó entre 1973 y 1975 |            |                       |                                       |                    |                    |                             |                             |
| 1976                           | La Haya    | Waterloo & Robinson   | «My Little World»                     | 5                  | 80                 | No hubo semifinales         | No hubo semifinales         |
| 1977                           | Londres    | Schmetterlinge        | «Boom Boom Boomerang»                 | 17                 | 11                 | No hubo semifinales         | No hubo semifinales         |
| 1978                           | París      | Springtime            | «Mrs. Caroline Robinson»              | 15                 | 14                 | No hubo semifinales         | No hubo semifinales         |
| 1979                           | Jerusalén  | Christina Simon       | «Heute in Jerusalem»                  | 18                 | 5                  | No hubo semifinales         | No hubo semifinales         |
| 1980                           | La Haya    | Blue Danube           | «Du bist Musik»                       | 8                  | 64                 | No hubo semifinales         | No hubo semifinales         |
| 1981                           | Dublín     | Marty Brem            | «Wenn du da bist»                     | 17                 | 20                 | No hubo semifinales         | No hubo semifinales         |
| 1982                           | Harrogate  | Mess                  | «Sonntag»                             | 9                  | 57                 | No hubo semifinales         | No hubo semifinales         |
| 1983                           | Múnich     | Westend               | «Hurricane»                           | 9                  | 53                 | No hubo semifinales         | No hubo semifinales         |
| 1984                           | Luxemburgo | Anita Spanner         | «Einfach weg»                         | 19                 | 5                  | No hubo semifinales         | No hubo semifinales         |
| 1985                           | Gotemburgo | Gary Lux              | «Kinder dieser Welt»                  | 8                  | 60                 | No hubo semifinales         | No hubo semifinales         |
| 1986                           | Bergen     | Timna Brauer          | «Die Zeit ist einsam»                 | 18                 | 12                 | No hubo semifinales         | No hubo semifinales         |
| 1987                           | Bruselas   | Gary Lux              | «Nur noch Gefühl»                     | 20                 | 8                  | No hubo semifinales         | No hubo semifinales         |
| 1988                           | Dublín     | Wilfried              | «Lisa Mona Lisa»                      | 21                 | 0                  | No hubo semifinales         | No hubo semifinales         |
| 1989                           | Lausanne   | Thomas Forstner       | «Nur ein Lied»                        | 5                  | 97                 | No hubo semifinales         | No hubo semifinales         |
| 1990                           | Zagreb     | Simone Stelzer        | «Keine Mauern mehr»                   | 10                 | 58                 | No hubo semifinales         | No hubo semifinales         |
| 1991                           | Roma       | Thomas Forstner       | «Venedig im Regen»                    | 22                 | 0                  | No hubo semifinales         | No hubo semifinales         |
| 1992                           | Malmö      | Tony Wegas            | «Zusammen geh'n»                      | 10                 | 63                 | No hubo semifinales         | No hubo semifinales         |
| 1993                           | Millstreet | Tony Wegas            | «Maria Magdalena»                     | 14                 | 32                 | Kvalifikacija za Millstreet | Kvalifikacija za Millstreet |
| 1994                           | Dublín     | Petra Frey            | «Für den Frieden der Welt»            | 17                 | 19                 | No hubo semifinales         | No hubo semifinales         |
| 1995                           | Dublín     | Stella Jones          | «Die Welt dreht sich verkehrt»        | 13                 | 67                 | No hubo semifinales         | No hubo semifinales         |
| 1996                           | Oslo       | George Nussbaumer     | «Weil's dr guat got»                  | 11                 | 68                 | 6                           | 80                          |
| 1997                           | Dublín     | Bettina Soriat        | «One Step»                            | 21                 | 12                 | No hubo semifinales         | No hubo semifinales         |
| No participó en 1998           |            |                       |                                       |                    |                    |                             |                             |
| 1999                           | Jerusalén  | Bobbie Singer         | «Reflection»                          | 10                 | 65                 | No hubo semifinales         | No hubo semifinales         |
| 2000                           | Estocolmo  | The Rounder Girls     | «All to you»                          | 14                 | 24                 | No hubo semifinales         | No hubo semifinales         |
| No participó en 2001           |            |                       |                                       |                    |                    |                             |                             |
| 2002                           | Tallin     | Manuel Ortega         | «Say a Word»                          | 18                 | 24                 | No hubo semifinales         | No hubo semifinales         |
| 2003                           | Riga       | Alf Poier             | «Weil der Mensch zählt»               | 6                  | 101                | No hubo semifinales         | No hubo semifinales         |
| 2004                           | Estambul   | Tie Break             | «Du bist»                             | 21                 | 9                  | Top 11 del año anterior     | Top 11 del año anterior     |
| 2005                           | Kiev       | Global Kryner         | «Y así»                               | No se clasificó    | No se clasificó    | 21                          | 30                          |
| No participó en 2006           |            |                       |                                       |                    |                    |                             |                             |
| 2007                           | Helsinki   | Eric Papilaya         | «Get a Life – Get alive»              | No se clasificó    | No se clasificó    | 27                          | 4                           |
| No participó entre 2008 y 2010 |            |                       |                                       |                    |                    |                             |                             |
| 2011                           | Düsseldorf | Nadine Beiler         | «The Secret Is Love»                  | 18                 | 64                 | 7                           | 69                          |
| 2012                           | Bakú       | Trackshittaz          | «Woki mit deim Popo»                  | No se clasificó    | No se clasificó    | 18                          | 8                           |
| 2013                           | Malmö      | Natália Kelly         | «Shine»                               | No se clasificó    | No se clasificó    | 14                          | 27                          |
| 2014                           | Copenhague | Conchita Wurst        | «Rise Like a Phoenix»                 | 1                  | 290                | 1                           | 169                         |
| 2015                           | Viena      | The Makemakes         | «I Am Yours»                          | 26                 | 0                  | País anfitrión              | País anfitrión              |
| 2016                           | Estocolmo  | Zoë                   | «Loin d'ici»                          | 13                 | 151                | 7                           | 170                         |
| 2017                           | Kiev       | Nathan Trent          | «Running on Air»                      | 16                 | 93                 | 7                           | 147                         |
| 2018                           | Lisboa     | Cesár Sampson         | «Nobody but You»                      | 3                  | 342                | 4                           | 231                         |
| 2019                           | Tel Aviv   | Pænda                 | «Limits»                              | No se clasificó    | No se clasificó    | 17                          | 21                          |
| 2020                           | Róterdam   | Vincent Bueno         | «Alive»                               | Festival cancelado | Festival cancelado | Festival cancelado          | Festival cancelado          |
| 2021                           | Róterdam   | Vincent Bueno         | «Amen»                                | No se clasificó    | No se clasificó    | 12                          | 66                          |
| 2022                           | Turín      | LUM!X feat. Pia Maria | «Halo»                                | No se clasificó    | No se clasificó    | 15                          | 42                          |
| 2023                           | Liverpool  | Teya & Salena         | «Who The Hell Is Edgar?»              | 15                 | 120                | 2                           | 137                         |
| 2024                           | Malmö      | Kaleen                | «We Will Rave»                        | 24                 | 24                 | 9                           | 46                          |
| 2025                           | Basilea    | JJ                    | «Wasted Love»                         | 1                  | 436                | 5                           | 104                         |
| 2026                           | Austria    | TBC                   | TBC                                   | TBC                | TBC                | País anfitrión              | País anfitrión              |

## Festivales organizados en Austria
| Edición                                   | Ciudad sede | Localización                                  | Presentandores                                          |
| ----------------------------------------- | ----------- | --------------------------------------------- | ------------------------------------------------------- |
| Festival de la Canción de Eurovisión 1967 | Viena       | Großer Festsaal (Palacio Imperial de Hofburg) | Erica Vaal                                              |
| Festival de la Canción de Eurovisión 2015 | Viena       | Wiener Stadthalle                             | Mirjam Weichselbraun, Alice Tumler y Arabella Kiesbauer |
| Festival de la Canción de Eurovisión 2026 | TBD         | TBD                                           | TBD                                                     |

## Votación de Austria
Hasta 2025, la votación de Austria ha sido:
| Más puntos otorgados solo en la gran final | Más puntos otorgados solo en la gran final | Más puntos otorgados solo en la gran final |
| Pos.                                       | País                                       | Puntos                                     |
| ------------------------------------------ | ------------------------------------------ | ------------------------------------------ |
| 1                                          | Reino Unido                                | 216                                        |
| 2                                          | Suecia                                     | 213                                        |
| 3                                          | Suiza                                      | 188                                        |
| 4                                          | Italia                                     | 183                                        |
| 5                                          | Francia                                    | 179                                        |

| Más puntos otorgados en semifinales y final | Más puntos otorgados en semifinales y final | Más puntos otorgados en semifinales y final |
| Pos.                                        | País                                        | Puntos                                      |
| ------------------------------------------- | ------------------------------------------- | ------------------------------------------- |
| 1                                           | Suiza                                       | 270                                         |
| 2                                           | Suecia                                      | 236                                         |
| 3                                           | Países Bajos                                | 230                                         |
| 4                                           | Irlanda                                     | 219                                         |
| 5                                           | Reino Unido                                 | 216                                         |

| Más puntos recibidos solo en la final | Más puntos recibidos solo en la final | Más puntos recibidos solo en la final |
| Pos.                                  | País                                  | Puntos                                |
| ------------------------------------- | ------------------------------------- | ------------------------------------- |
| 1                                     | Bélgica                               | 148                                   |
| 2                                     | Reino Unido                           | 134                                   |
| 3                                     | Irlanda                               | 119                                   |
| 4                                     | Alemania                              | 117                                   |
| 5                                     | Suecia                                | 113                                   |

| Más puntos recibidos en semifinales y final | Más puntos recibidos en semifinales y final | Más puntos recibidos en semifinales y final |
| Pos.                                        | País                                        | Puntos                                      |
| ------------------------------------------- | ------------------------------------------- | ------------------------------------------- |
| 1                                           | Bélgica                                     | 186                                         |
| 2                                           | Suiza                                       | 175                                         |
| 3                                           | Irlanda                                     | 168                                         |
| 4                                           | Reino Unido                                 | 164                                         |
| 5                                           | Dinamarca                                   | 154                                         |

## 12 puntos
- Austria ha dado 12 puntos a:

### Final (1975-2003)
| Año                  | País                 | Año  | País        | Año  | País        | Año                  | País                 | Año                  | País                 |
| -------------------- | -------------------- | ---- | ----------- | ---- | ----------- | -------------------- | -------------------- | -------------------- | -------------------- |
| No participó en 1975 | No participó en 1975 | 1981 | Francia     | 1987 | Irlanda     | 1993                 | Reino Unido          | 1999                 | Bosnia y Herzegovina |
| 1976                 | Francia              | 1982 | Reino Unido | 1988 | Dinamarca   | 1994                 | Polonia              | 2000                 | Alemania             |
| 1977                 | Reino Unido          | 1983 | Israel      | 1989 | Suecia      | 1995                 | Reino Unido          | No participó en 2001 | No participó en 2001 |
| 1978                 | Francia              | 1984 | Suecia      | 1990 | Irlanda     | 1996                 | Países Bajos         | 2002                 | Reino Unido          |
| 1979                 | Suiza                | 1985 | Noruega     | 1991 | Francia     | 1997                 | Reino Unido          | 2003                 | Turquía              |
| 1980                 | Países Bajos         | 1986 | Irlanda     | 1992 | Reino Unido | No participó en 1998 | No participó en 1998 |                      |                      |

| Año                            | País                           | Año  | País                 |
| ------------------------------ | ------------------------------ | ---- | -------------------- |
| 2004                           | Serbia y Montenegro            | 2011 | Bosnia y Herzegovina |
| 2005                           | Croacia                        | 2012 | Albania              |
| No participó en 2006           | No participó en 2006           | 2013 | Dinamarca            |
| 2007                           | Serbia                         | 2014 | Rumanía              |
| No participó entre 2008 y 2010 | No participó entre 2008 y 2010 | 2015 | Rusia                |

| Año  | Jurado     | Televoto             | Conjunto        |
| ---- | ---------- | -------------------- | --------------- |
| 2016 | Malta      | Bosnia y Herzegovina | Países Bajos    |
| 2017 | Bulgaria   | Hungría              | Bulgaria        |
| 2018 | Israel     | Irlanda              | República Checa |
| 2019 | Suecia     | Suiza                | Suiza           |
| 2021 | Suiza      | Serbia               | Islandia        |
| 2022 | Armenia    | Ucrania              | Armenia         |
| 2023 | Sin jurado | Bélgica              | Bélgica         |
| 2024 | Sin jurado | Países Bajos         | Países Bajos    |
| 2025 | Sin jurado | Israel               | Israel          |

| Año                            | País                           | Año  | País                 |
| ------------------------------ | ------------------------------ | ---- | -------------------- |
| 2004                           | Serbia y Montenegro            | 2011 | Bosnia y Herzegovina |
| 2005                           | Serbia y Montenegro            | 2012 | Suecia               |
| No participó en 2006           | No participó en 2006           | 2013 | Azerbaiyán           |
| 2007                           | Serbia                         | 2014 | Armenia              |
| No participó entre 2008 y 2010 | No participó entre 2008 y 2010 | 2015 | Australia            |

| Año  | Jurado              | Televoto        | Conjunto         |
| ---- | ------------------- | --------------- | ---------------- |
| 2016 | Australia           | Polonia         | Suecia           |
| 2017 | Países Bajos        | Portugal        | Portugal         |
| 2018 | Israel              | República Checa | Israel           |
| 2019 | Macedonia del Norte | Suiza           | Suiza            |
| 2021 | Islandia            | Serbia          | Islandia         |
| 2022 | Reino Unido         | Ucrania         | Reino Unido      |
| 2023 | Italia              | Finlandia       | Finlandia Italia |
| 2024 | Suiza               | Croacia         | Croacia Suiza    |
| 2025 | Finlandia           | Alemania        | Finlandia        |

## Galería de imágenes
|                                    |
| Liane Augustin en Hilversum (1958) |

|                               |
| Udo Jürgens en Nápoles (1965) |

|                              |
| Tie Break en Estambul (2004) |

|                                  |
| Eric Papilaya en Helsinki (2007) |

|                                    |
| Nadine Beiler en Düsseldorf (2011) |

|                               |
| Natália Kelly en Malmö (2013) |

|                                     |
| Conchita Wurst en Copenhague (2014) |

|                               |
| The Makemakes en Viena (2015) |

|                         |
| Zoë en Estocolmo (2016) |

|                             |
| Nathan Trent en Kiev (2017) |

|                                |
| Cesár Sampson en Lisboa (2018) |

|                          |
| Pænda en Tel Aviv (2019) |

|                                   |
| LUM!X & Pia Maria en Turín (2022) |

|                                   |
| Teya & Salena en Liverpool (2023) |

|                        |
| Kaleen en Malmö (2024) |